# Enemy (Rapper)
Enemy (* 5. Mai 1998, bürgerlich Rubas Saido) ist ein deutscher Rapper aus Hannover.

## Leben
Enemy wurde als Sohn jesidisch-kurdischer Eltern aus Syrien in Deutschland geboren und wuchs zusammen mit drei Geschwistern in Hannover auf, zunächst im Stadtteil Mühlenberg und später im Stadtteil Sahlkamp. Sein Vater kam als politischer Flüchtling nach Deutschland, studierte Rechtswissenschaft in Syrien und war Mitglied der Syrischen Kommunistischen Partei.
Er besuchte zunächst die Humboldtschule in Hannover und wechselte später zur Herschelschule, wo er 2015 sein Abitur absolviert hat. Neben seiner Rapkarriere gibt er an Medizin an der Medizinischen und Pharmazeutischen Universität Iuliu Hațieganu in Cluj, Rumänien, zu studieren was häufig auch in seinen Texten thematisiert wird.
Bereits vor 2013 veröffentlichte Saido unter dem Namen The Enemy seine ersten Raplieder. Später kam er dann mit dem Rapper Haftbefehl, dem er einen Feature-Part gesendet hatte, in Kontakt. Ende 2015 war er als Enemy erstmals mit einem Part beim Track Kalash von Haftbefehl zu hören. 2016 wurde er dann zusammen mit seinem Cousin Diar sowie Soufian von Generation Azzlack, dem neu gegründeten Label von Haftbefehl und Capo, unter Vertrag genommen. Am 27. April 2018 veröffentlichte er das Mixtape Portami via, das in den deutschen Albumcharts Platz 88 erreichte. Im September 2019 kündigte er dann sein Debütalbum Lebendig begraben an, welches am 22. November 2019 veröffentlicht wurde. Am 9. Februar 2020 gaben sowohl Generation Azzlack als auch Enemy die einvernehmliche Trennung voneinander bekannt. Am 31. März 2021 erschien sein zweites Album Stunde Null.

## Diskografie

### Studioalben
| Jahr | Titel Musiklabel                     | Höchstplatzierung, Gesamtwochen, AuszeichnungChartsChartplatzierungen (Jahr, Titel, Musiklabel, Platzierungen, Wochen, Auszeichnungen, Anmerkungen) | Anmerkungen                             |
| Jahr | Titel Musiklabel                     | DE | Anmerkungen                             |
| ---- | ------------------------------------ | --- | --------------------------------------- |
| 2019 | Lebendig begraben Generation Azzlack | — | Erstveröffentlichung: 22. November 2019 |
| 2021 | Stunde Null GMG Music                | DE18 (1 Wo.)DE | Erstveröffentlichung: 31. März 2021     |

### Mixtapes
| Jahr | Titel Musiklabel               | Höchstplatzierung, Gesamtwochen, AuszeichnungChartsChartplatzierungen (Jahr, Titel, Musiklabel, Platzierungen, Wochen, Auszeichnungen, Anmerkungen) | Anmerkungen                          |
| Jahr | Titel Musiklabel               | DE | Anmerkungen                          |
| ---- | ------------------------------ | --- | ------------------------------------ |
| 2018 | Portami via Generation Azzlack | DE88 (1 Wo.)DE | Erstveröffentlichung: 27. April 2018 |